# Carpio (Spagna)
Carpio è un comune spagnolo di 1 181 abitanti situato nella comunità autonoma di Castiglia e León.